# جولی هندرسون
جولی هندرسون (به انگلیسی: Julie Henderson) (زاده ۵ مارس ۱۹۸۶) مدل آمریکایی است.